# NGC 7631
NGC 7631 is een spiraalvormig sterrenstelsel in het sterrenbeeld Pegasus. Het hemelobject werd op 30 augustus 1851 ontdekt door de Ierse astronoom William Parsons.

## Synoniemen
- UGC 12539
- MCG 1-59-60
- ZWG 406.83
- PGC 71181